# الإخوة كارامازوف

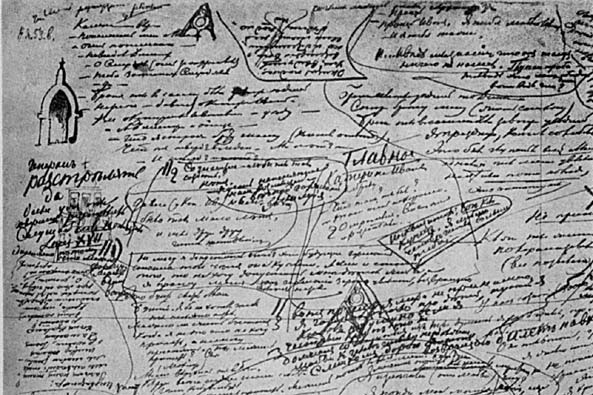
مذكرات دوستويفسكاي للفصل 5 من الاخوة كارامازوف

 الإخوة كارامازوف (بالروسية: Братья Карамазовы) هي رواية للكاتب الروسي فيودور دوستويفسكي وعموماً تعتبر تتويجاً لأعماله. أمضى دوستويفسكي قرابة عامين في كتابة الإخوة كارامازوف، والتي نشرت في فصول في مجلة الرسول الروسي وأنجزها في تشرين الثاني (نوفمبر) من عام 1880. كان دوستويفسكي ينوي أن يكون الجزء الأول في ملحمة بعنوان قصة حياة رجل عظيم من الإثم، ولكن ما لبث أن فارق الحياة بعد أقل من أربعة أشهر من نشر الإخوة كارامازوف. في أواخر الشهر الأول من العام 1881، أي بعد أسابيع قليلة من نشر آخر فصول الرواية في مجلة «الرسول الروسي».
عالجت الأخوة كارامازوف كثيراً من القضايا التي تتعلق بالبشر، كالروابط العائلية وتربية الأطفال والعلاقة بين الدولة والكنيسة وفوق كل ذلك مسؤولية كل شخص تجاه الآخرين.
منذ اصداره، هلل جميع المفكرين في أنحاء العالم كسيغموند فرويد، والبرت اينشتاين، ومارتن هايدغر، وبينيدكت السادس عشر باعتبار الأخوة كارامازوف واحدة من الانجازات العليا في الأدب العالمي.
تحولت الرواية إلى فيلم مصري من إنتاج 1974 بعنوان «الأخوة الأعداء» بطولة نور الشريف وحسين فهمي وسمير صبري وميرفت امين.

## الرواية

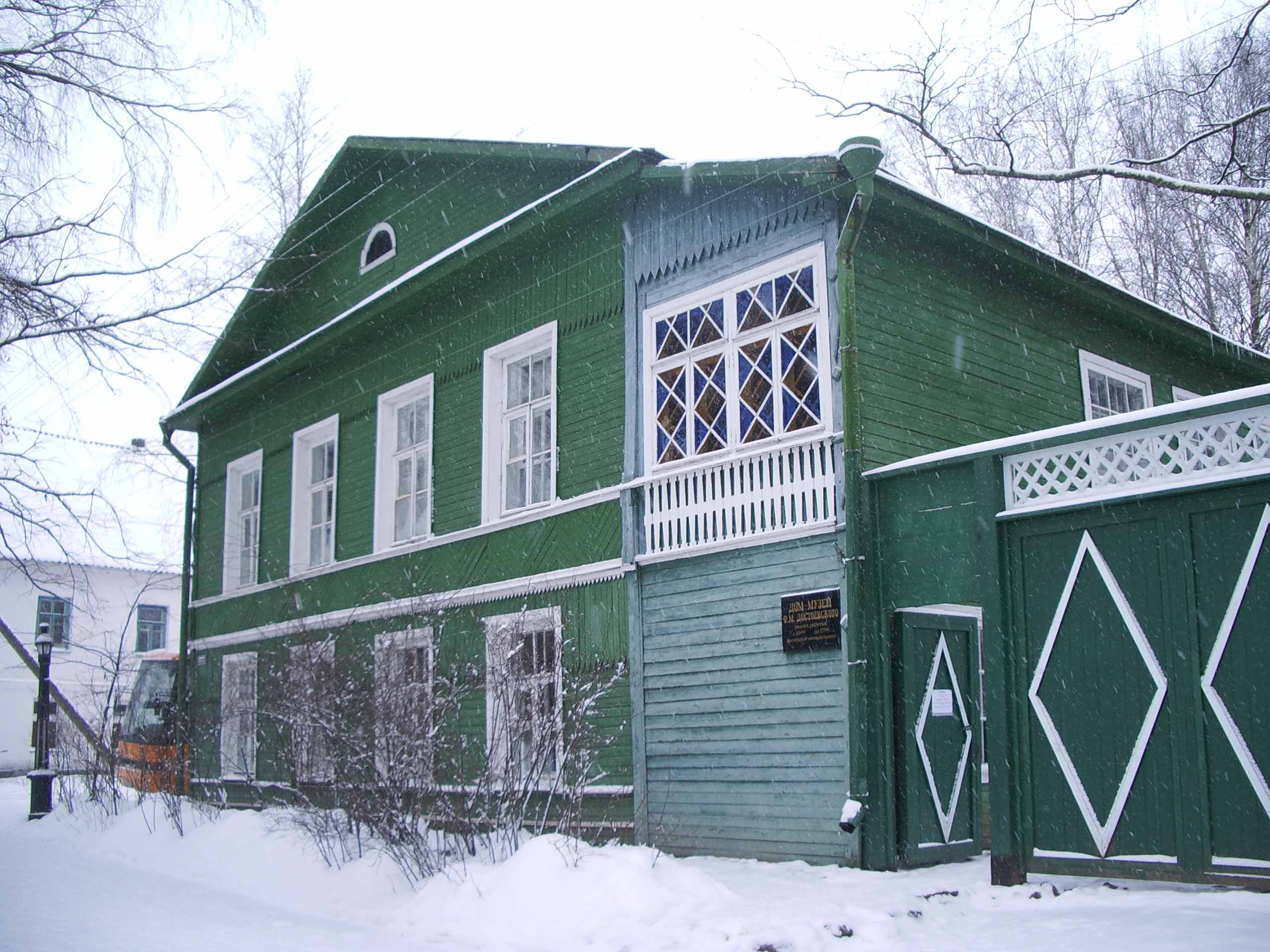
منزل دوستويفسكي في ستارايا روسا. نوفغورود أوبلاست

تدور الرواية حول الأسرة كارامازوف المكونة من الأب فيودور وأبنائه الثلاثة حيث تدور حول مشاكلهم العائلية الناتجة عن الحب المشترك والميراث وغيرهما وتعالج أثناء ذلك اختلاف معتقدات الإخوة الثلاثة وسجالاتهم حول الإيمان والأخلاق ووجود الله.
بطل الرواية وهو الأخ الأصغر ألكسي (أليوشا) حيث يظهر في بداية الرواية كراهب مبتدئ وشخص ذي أخلاق رفيعة ونفس مرهفة، قلبه ممتلئ بالإيمان بالله وحب البشر، بينما أخوه إيفان (فانيا) كان يمثل الصورة النقيضة فكان مفكراً وكاتباً كثير التفلسف ولديه أفكار معقدة حول الخير والشر ووجود الله، ثم لدينا الأخ الأكبر دمتري (ميتيا) الذي كان ضابطاً كثير السكر وحب النساء مشابهاً في ذلك لأبيه.
تدور الأحداث حول جريمة قتل متعلقة بالأسرة كارامازوف وتعالج الرواية من خلال هذه الجريمة المبادئ الأخلاقية وتتحدى اعتقادات الإخوة الثلاثة حول الخير والشر.
و كان موقف دوستويفسكي من الجاني في (الأخوة كارامازوف) يبدو واضحاً اتجاه المطالبة بالقصاص

## شخصيات الرواية
- فيودور كارمازوف: أب أسرة كارمازوف. هو رجل في ال55 من عمره يتم وصفه بأنه مضحك ومتطفل وسكير. تتمحور الرواية حول علاقته بأبنائه الثلاثة وابنه غير الشرعي فنتيجة عدم أهتمامه بهم يؤدي إلى مشاعر كراهية شديدة متبادلة بينه وبينهم من ناحية وبينهم وبين بعض من ناحية أخرى.
- ديمتري (كان ينادى من قبل المقربين باسم الدلع الروسي "ميتيا"): الأخ الأكبر في العائلة. هو الابن الأكبر لفيودور من زوجته الأولى أديلايدا. هو مثل والده يصرف ماله على خمور والنساء وجميع الملذات. كانت علاقته بوالده هي الأكثر اضطراباً في العائلة تحديدا وأنهم كانوا قد وقعوا في حب امرأة واحدة وهي «جروشينكا». كان قريب الي اخوه الأصغر «أليكسي». كان ديمتري خاطب لفتاة اسمها «كاترينا إيفانوفا» ولكن علاقته تنقطع بها عندما وقع في حب «جروشينكا».
- إيفان: الأخ الأوسط في العائلة. هو ابن فيرودور من زوجته الثانية «صوفيا». هو كاتب وشاعر عمره 24 وكان يعيش حياة نفسية مضطربة بسبب معاناته مع القدر وكان كثير التساؤل عن ماهية الحياة والقدر والله وقد حلم بالشيطان. هو شخص منعزل ومتهجم وكان والده دائما يقول انه يخاف من إيفان أكثر من ديمتري. علاقته سطحية جدا مع إخوته. وكان واقع في حب «كاترينا إيفانوفا» خطيبة «ديمتري» رغم أنها لم تبادله الحب أبدا حتى نهاية الرواية.
- أليكسي (وكان ينادى من المقربين منه باسم الدلع الروسي "أليوشا"): الأخ الثالث في العائلة. هو الابن الأصغر لفيودور وزوجته الثانية «صوفيا». يبلغ من العمر 20 عاما. يعتبره دوستوفيسكي أنه هو بطل الرواية هو شخص محبوب والابن المفضل لفيودور. هو راهب في الكنيسة الروسية الأرثوذكسية. ويعتبر إيمانه بالله هو نقيض إلحاد «إيفان».
- بافل فيدروفتش سمردياكوف: هو الابن غير شرعي لفيودور من علاقته مع امرأة بكماء توفيت أثناء ولادتها لبافل. تمت تربيته على يد خادم فيودور. يعاني من مرض الصرع وتتميز شخصيته بالقسوة والعنف وعندما كان صغير كان يقوم بقتل القطط بعد تعذيبهم. كان يحب إيفان ويشاركه في أفكاره الإلحادية.
- آجرافين ألكسندروفنا (كانت تنادى من قبل المقربين باسم الدلع الروسي "جروشنكا"): هي فتاة جميلة في ال22 من عمرها. تتميز بسحر خاص يجذب الرجال وقد وقع في حبها فيودور وديمتري وكانت سبباً في الخلاف بينهم. هي بائعة هوى وكانت دائما تبحث عن طريق التوبة وتصادق أليكسي.
- كاترينا إيفانوفنا (كانت تنادى من قبل المقربين باسم الدلع الروسي «كاتيا»): هي خطيبة «ديمتري» وكانت خطبتها له هي مصدر فخر لها ولعائلتها تحديدا، وديمتري هو من قام بدفع ديون والدها. هي فتاة مغرورة ودائما تتصرف كأنها امرأة مجتمع غنية ولديها عادة سيئة بأنها دائما تقوم بتذكير الأشخاص بذنوبهم وبسبب ذلك كان «ديمتري» يجد صعوبة في أن يحبها. وكانت تعرف بحب «إيفان» لها ولكنها لم تستطع ان تبادله الحب.

## خلفية الرواية وسياقها
على الرغم من أن دوستويفسكي بدأ أولى ملاحظاته في كتابة رواية الإخوة كارامازوف في إبريل من عام 1878، إلا أنه كتب عدة أعمال غير مكتملة قبل ذلك بأعوام. أدرج بعض عناصر أعماله غير المكتملة في عمله المقبل، لا سيما من ملحمة حياة رجل عظيم من الإثم، والتي بدأ العمل عليها في صيف عام 1869. لم تكتمل الرواية في نهاية المطاف بعد تحول اهتمام دوستويفسكي نحو قضية نيتشيف، والتي عنيت بقتل مجموعة من المتطرفين لأحد من أعضاء المجموعة السابقين. إذ استخدم تلك القصة في كتابة رواية الشياطين. تُعد الدراما التي لم تكتمل في توبولسك أول مسودة للفصل الأول من الإخوة كارامازوف. بتاريخ 13 سبتمبر 1874، تدور أحداث الرواية حول جريمة قتل خيالية في ستاريا روسا ارتكبها ضابط يُدعى ديمتري إيلينسكوف (استنادًا إلى جندي حقيقي من أومسك)، ويُعتقد أنه قتل والده. تمضي إلى الإشارة لاكتشاف جثته فجأة في حفرة تحت منزل. وبشكل مشابه، تتجلى رواية سوروكوفيني غير المكتملة، والتي تعود لتاريخ 1 أغسطس 1875، في الكتاب التاسع، الفصل 3-5، والكتاب الحادي عشر، الفصل التاسع.
في مقال في كتاب مذكرة كاتب الصادر في أكتوبر 1877، ذكر دوستويفسكي «العمل الأدبي الذي تبلور بصورة تدريجية ولا إرادية في داخلي على مدى العامين من نشر كتاب المذكرة». يُعد كتاب مذكرة مجموعة من المقالات العديدة، والتي تشتمل على مواضيع مماثلة استعار دوستويفسكي منها لاحقًا لكتابة الإخوة كارامازوف. ومنها مواضيع قتل الأب والقانون والنظام والقضايا الاجتماعية. رغم تأثر دوستويفسكي بالدين والفلسفة في حياته وكتابتة لرواية الإخوة كارامازوف، إلا أن تغير مجرى العمل كان بفعل مأساة شخصية. في مايو 1878، توفي إليوشا ابن دوستويفسكي البالغ من العمر ثلاثة أعوام من جراء الصرع، وهي حالة ورثها من والده. يتجلى حزن الراوي في جميع أنحاء الكتاب، وأطلق دوستويفسكي على البطل اسم أليوشا، وأضفى عليه صفات التمسها وأعرب عن إعجابه بها. وتتجلى خسارته أيضًا في قصة الكابتن سنيغيروف وابنه الشاب إليوشا.
أدى موت ابنه إلى ذهاب دوستويفسكي إلى دير أوبتينا في وقت لاحق من ذلك العام. وجد هناك الإلهام للعديد من جوانب رواية الإخوة كارامازوف، وإن اعتزم في ذلك الوقت كتابة رواية عن الطفولة بدلًا من ذلك. تستند بعض أجزاء قسم السيرة الذاتية في حياة زوسيما إلى «حياة ليونيد الكبير»، وهو نص عثر عليه في أوبتينا، ونسخه «حرفيًا بصورة تقريبية».

### البُنية
على الرغم من كتابة الإخوة كارامازوف في القرن التاسع عشر، إلا أنها تعرض عددًا من العناصر الحديثة. ألّف دوستويفسكي الكتاب معتمدًا على مجموعة متنوعة من التقنيات الأدبية. على الرغم من خصوصية العديد من أفكار بطل الرواية ومشاعره، إلا أن الراوي كاتب معلن عن نفسه، ويناقش في كثير من الأحيان سلوكياته وتصوراته الشخصية في الرواية إلى الحد الذي يصبح فيه أحد شخصيات الرواية. ومن خلال وصفه، يندمج صوت الراوي بشكل غير ملحوظ في أسلوب الأشخاص الذين يصفهم، ويمتد في كثير من الأحيان إلى أكثر الأفكار الشخصية للشخصيات. لم يكن هناك صوت للسلطة في القصة (أنظر كتاب مشكلات في شعرية دوستويِفسكي لميخائيل باختين لمعرفة المزيد عن العلاقة بين دوستويفسكي وشخصيته). إضافة إلى الراوي الرئيسي، هناك عدة أقسام ترويها شخصيات أخرى بالكامل، مثل قصة المحقق الكبير واعترافات زوسيما. تعزز هذه التقنية من موضوع الحقيقة، ما يجعل العديد من جوانب من الحكاية ذاتية تمامًا.
يستخدم دوستويفسكي أساليب الخطاب الفردية للتعبير عن الشخصية الداخلية لكل شخص. فعلى سبيل المثال، يتسم المحامي فيتيفوكوفتش (استنادًا إلى فلودزيميتش سباسوفيتش) بإساءة استعمال الألفاظ (مثل استخدام كلمة مسلوب عوضًا عن مسروق، وفي مرحلة ما يعلن عن احتمال وجود مشتبه بهم في جريمة القتل واصفًا إياهم غير مسؤولين عوضًا عن أبرياء). توفر العديد من انحرافات الحبكة عن الموضوع معرفة دقيقة بشخصيات أخرى ثانوية. على سبيل المثال، فإن السرد في الكتاب السادس يكاد يكون مكرسًا بالكامل لسيرة زوسيما، التي تحتوي على اعتراف من رجل التقى به قبل سنوات عديدة. لا يعتمد دوستويفسكي على مصدر واحد أو مجموعة من الشخصيات الرئيسية لنقل موضوعات هذا الكتاب، ولكنه يستخدم مجموعة متنوعة من وجهات النظر والسرد والشخصيات في كافة أنحائه.

## روابط خارجية
- الإخوة كارامازوف على موقع الموسوعة البريطانية (الإنجليزية)